# S'Aigua Blanca
S'Aigua Blanca, o ses Aigües Blanques, és una platja del nord-est de l'illa d'Eivissa, al municipi de Santa Eulària des Riu. És una de les platges més verges de l'illa, platja nudista i molt freqüentada. Les formes esculpides de les roques, producte de l'erosió del vent i de la vegetació mediterrània, són presents al relleu litoral de s'Aigua Blanca. La platja es troba a 4 kilòmetres de Sant Carles de Peralta. Des de la s'Aigua Blanca es pot albirar l'illa de Tagomago.
El topònim d'aquesta platja ve referit al color de l'aigua, produït per l'escuma què provoca les onades de la mar. Un tret característic de la seva naturalesa, és la fondària, a 50 metres de la platja, només n'hi ha 2 metres de fondària.
La qualitat de la sorra és indiscutible, té un gra mitjà i daurat. El seu accés és per carretera i disposa d'aparcament. S'Aigua Blanca, té gran diversitat d'espècies marines, pròpies de l'ecosistema pitiús.

## Accés
Per a accedir-hi s'ha de baixar un fort pendent o unes escales, cosa que desencoratja alguns visitants i fa que no es massifiqui fàcilment. El cotxe es pot aparcar dalt dels penya-segats.

## Descripció
És una platja de poc pendent i d'aigües transparents. Anys enrere no hi havia gaire sorra, perquè els temporals de llevant se l'havien enduta quasi tota i la platja tenia poc més de cinc metres d'amplada, però aquests darrers anys s'ha recuperat sorra del mar i presenta un arenal daurat de bona amplada i d'una llargada considerable.